# El judici de Paris (Rubens)
El Juí o judici de Paris és una pintura a l'oli del pintor Peter Paul Rubens, en general considerada la seva darrera feina. Mesura 199 cm d'alçària i 379 d'amplada. Es conserva al Museu del Prado de Madrid.

## Tema
L'autor representa un tema de la mitologia grega: En la celebració del casament del rei Peleu, tots els déus estaven convidats excepte Eris. Aquesta, per venjar-se, es va presentar amb una poma d'or i la va llançar dient que l'havia portat per la deessa més bella. Afrodita, Hera i Atena reclamaven cadascuna merèixer la poma. Zeus va proposar que fos un mortal el qui jutgés qui era la més bella i va demanar-lo a Paris, fill del rei de Troia. Escortades per Mercuri les tres deesses van anar a banyar-se a un llac del mont Ida, on sabien que Paris acostumava a portar el ramat a pasturar. En un primer moment el jove no es va saber decidir i llavors van provar de temptar-lo amb altres coses: Hera li va oferir tot el territori d'Europa i Àsia, Atena li va oferir saviesa i coratge, Afrodita li va oferir l'amor de la dona més bella de la Terra; aquesta darrera proposta va ser la que el va fer decidir. La dona que Afrodita havia escollit per Paris es deia Helena i ja estava casada amb el rei Menelau.

## Història
Va ser pintat cap al 1638, quan Rubens estava malalt de gota. Encarregat per Ferran d'Espanya, germà del rei Felip IV, després de la seva mort va passar a les col·leccions reials. El 1788, Carles III en va ordenar la crema per considerar-lo impúdic, però la mort del rei va suspendre l'acte.
Rubens va pintar una versió anterior (1636) del mateix tema i títol, amb petites variacions en la composició, que es conserva a la National Gallery de Londres.

## Anàlisi
L'obra ressalta la bellesa femenina, idealitzada al gust de Rubens. És un tema mitològic que el pintor ja havia tocat en altres ocasions, però que en aquesta obra arriba a l'excel·lència. El moment representat és quan les deesses fingeixen haver anat al llac per banyar-se quan en realitat és una excusa per mostrar el seu cos nu i en tota la seva esplendor.
La composició consta de cinc personatges, els quals per la transformació de la mitologia grega en romana (mitologia grecoromana), pròpia de l'època de Rubens, canvien de nom respecte del relat original: Paris, assegut sota un arbre; Mercuri, amb els seus atributs, el caduceu i el barret alat, i -al costat oposat- les tres deesses, Venus -acompanyada per un putto volant- amb Minerva i Juno a banda i banda. Completen la composició: el ramat en la llunyania, un gos pastor a l'esquerra, l'escut i l'armadura de Minerva tirats per terra i uns arbres a banda i banda.
Sembla que l'autor es va inspirar en l'obra homònima de Rafael, que Rubens coneixia a través d'un gravat fet per Marcantonio Raimondi, però amb la diferència que la de Rubens és la versió en espill. La seva esposa Hélène Fourment, li va servir de model per retratar Minerva. El nen agafat a les cames de Venus és l'enviat d'Al·lecto, la fúria implacable, que el pintor intueix que sobrevindrà després que Paris prengui la decisió, per part de les deesses no escollides.